# Bonannia
- Commons
- Wikispecies

Bonannia é um género botânico pertencente à família Apiaceae.